# Euchromia
Euchromia är ett släkte av fjärilar. Euchromia ingår i familjen björnspinnare.

## Bildgalleri

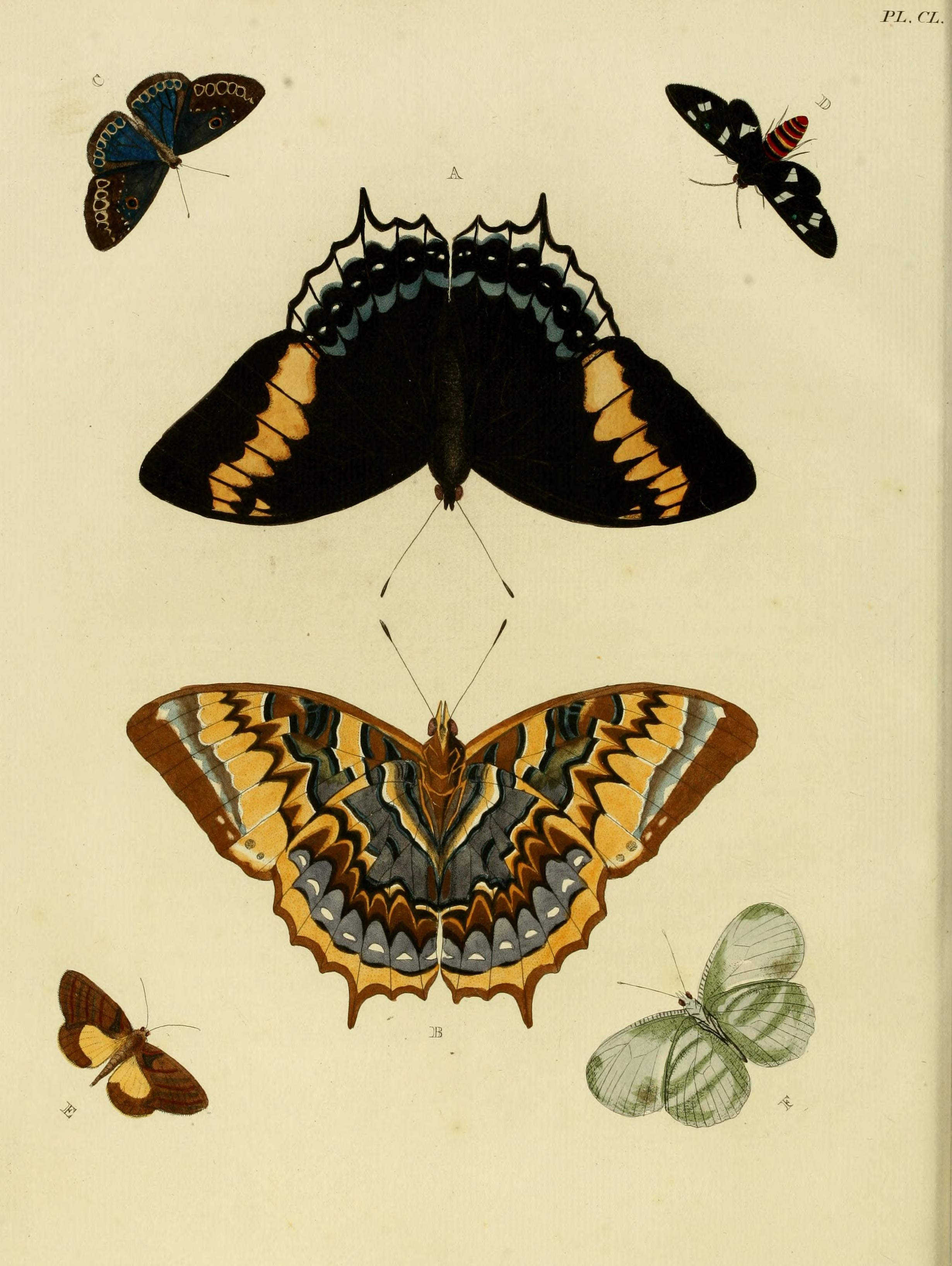
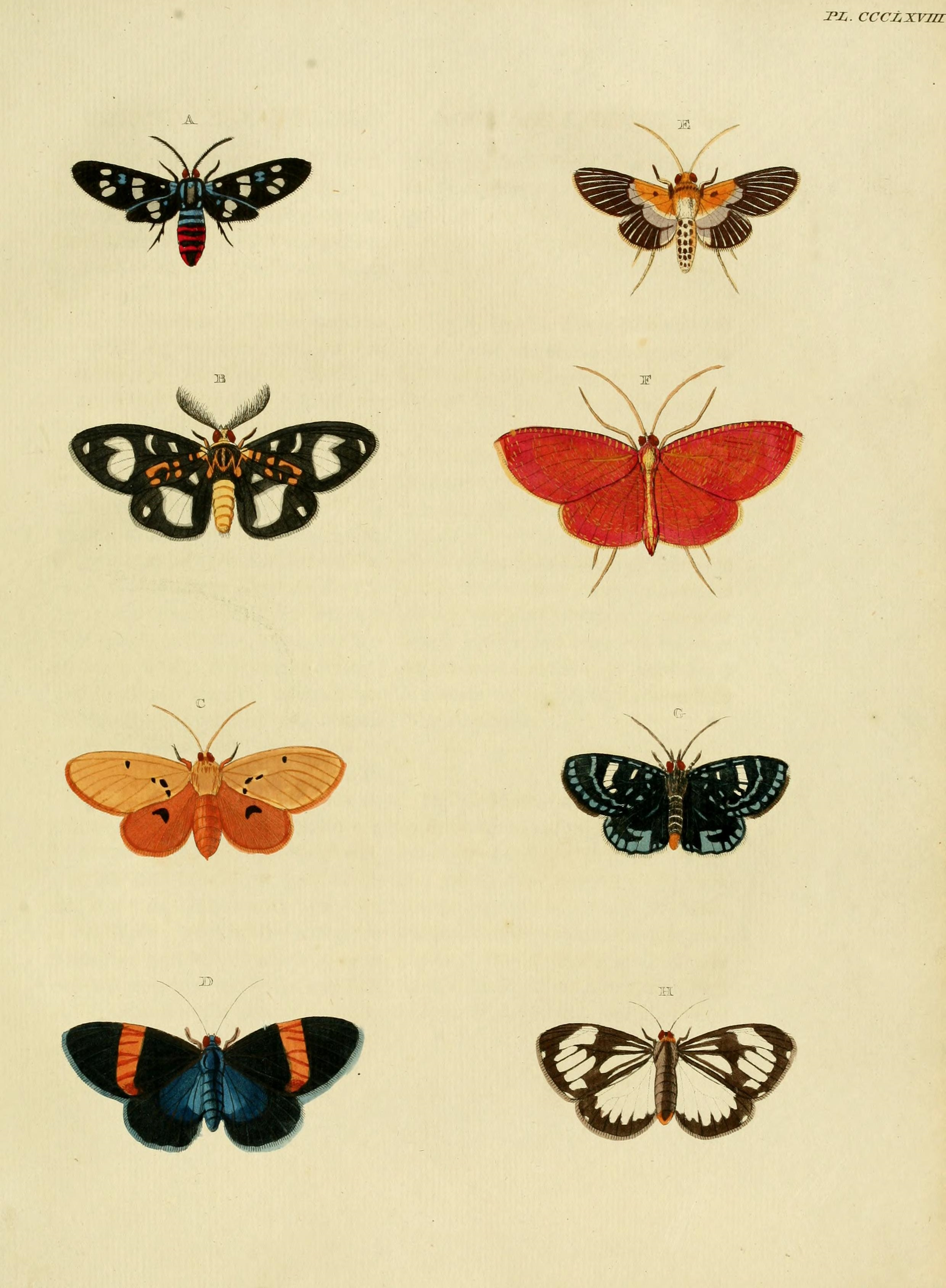
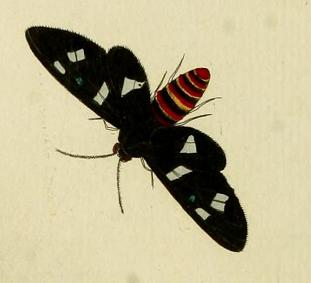
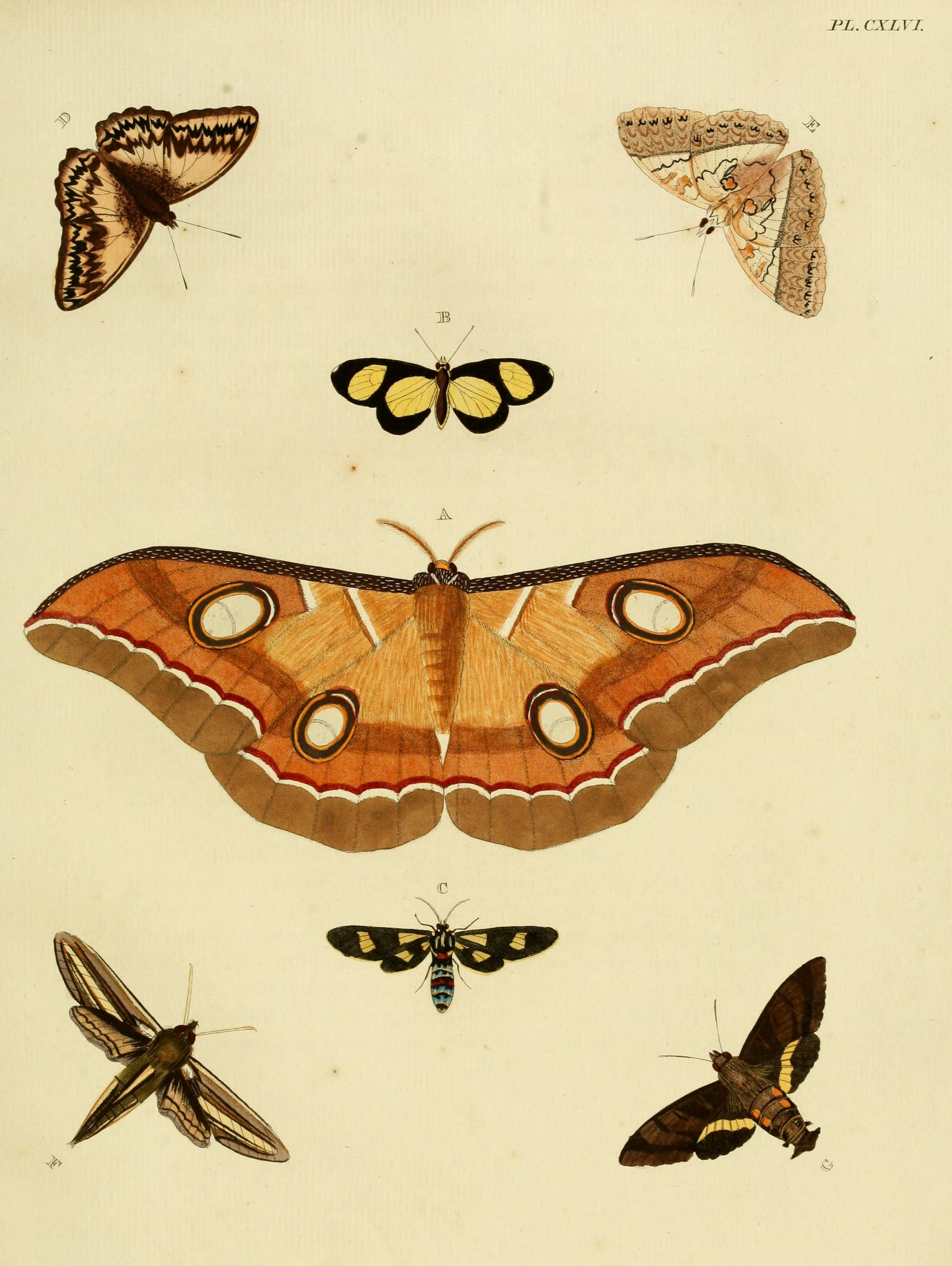
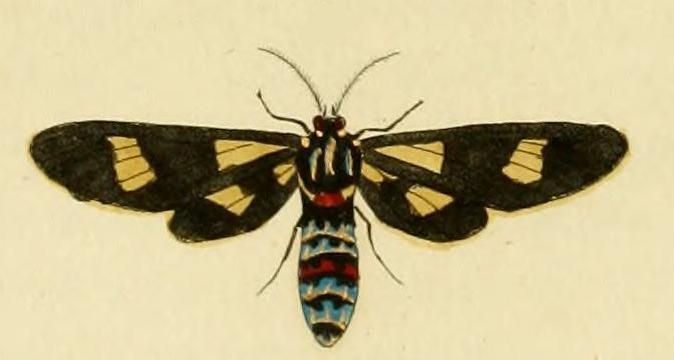
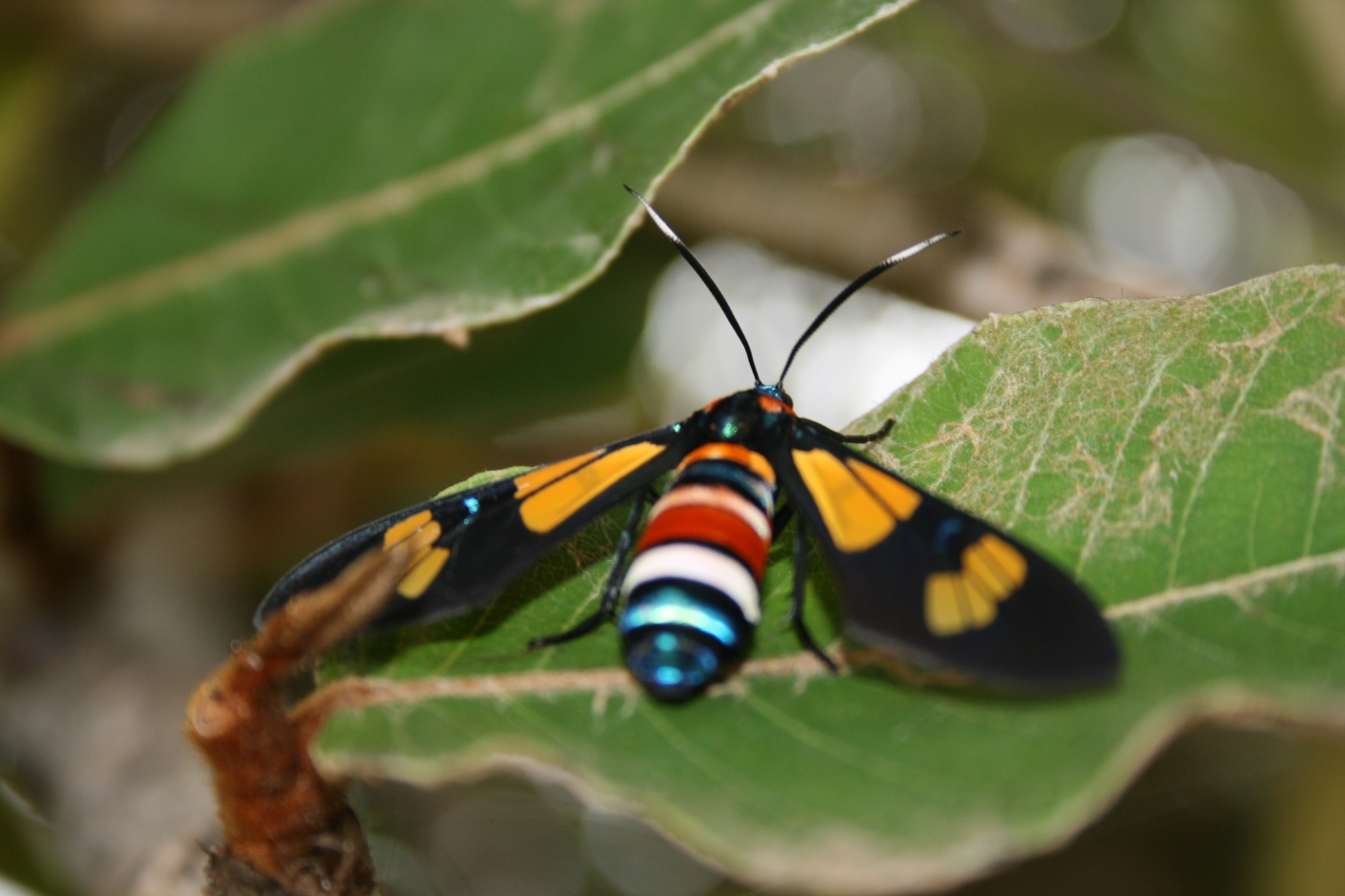

## Dottertaxa tillEuchromia, i alfabetisk ordning[1]
- Euchromia aemulina
- Euchromia africana
- Euchromia amboinica
- Euchromia amoena
- Euchromia aruica
- Euchromia auranticincta
- Euchromia bellula
- Euchromia boisduvalii
- Euchromia bourica
- Euchromia brillantina
- Euchromia burmana
- Euchromia burmanicola
- Euchromia buruana
- Euchromia butleri
- Euchromia caelipennis
- Euchromia caelipunctata
- Euchromia celebensis
- Euchromia ceramica
- Euchromia cincta
- Euchromia collaris
- Euchromia congoana
- Euchromia creusa
- Euchromia cyanitis
- Euchromia diffusihelvola
- Euchromia discifera
- Euchromia dohertyi
- Euchromia dubia
- Euchromia egestosa
- Euchromia ekeikei
- Euchromia elegantissima
- Euchromia epa
- Euchromia epana
- Euchromia eumolphus
- Euchromia flava
- Euchromia flavicincta
- Euchromia folfetii
- Euchromia folletii
- Euchromia formosa
- Euchromia formosana
- Euchromia fraterna
- Euchromia fulgens
- Euchromia fulvida
- Euchromia ganymede
- Euchromia gemmata
- Euchromia guineensis
- Euchromia hainana
- Euchromia hampsoni
- Euchromia horsfieldi
- Euchromia intermedia
- Euchromia interrupta
- Euchromia interstans
- Euchromia irius
- Euchromia irus
- Euchromia isis
- Euchromia jacksoni
- Euchromia jullieni
- Euchromia koshunna
- Euchromia kuehni
- Euchromia laura
- Euchromia leonis
- Euchromia lethe
- Euchromia lurlina
- Euchromia madagascarensis
- Euchromia magna
- Euchromia mathewi
- Euchromia microsticta
- Euchromia minuta
- Euchromia neglecta
- Euchromia nigricincta
- Euchromia nigrotegulalis
- Euchromia niphosticha
- Euchromia occidentalis
- Euchromia oenone
- Euchromia oenoniella
- Euchromia orientalis
- Euchromia pagenstecheri
- Euchromia pallens
- Euchromia paula
- Euchromia pelewana
- Euchromia plagosa
- Euchromia poecilosoma
- Euchromia polymena
- Euchromia pratti
- Euchromia rubricollis
- Euchromia rubrilinea
- Euchromia salomonis
- Euchromia sangirica
- Euchromia schoutedeni
- Euchromia shortlandica
- Euchromia siamensis
- Euchromia sperchia
- Euchromia splendens
- Euchromia superposita
- Euchromia tawiensis
- Euchromia thelebas
- Euchromia wahnesi
- Euchromia walkeri
- Euchromia wasinica
- Euchromia vitiensis
- Euchromia vitrea
- Euchromia xanthozona